# Pedijatrija
Pedijatrija   je grana medicine koja je definirana objektom svog interesa- djetetom, od rođenja do kraja adolescencije. To je, prema tome, medicina razvojne dobi. U vezi s granicama pedijatrije posljednjih se godina vremenski raspon ljudskog života u kojem djeluje pedijatrija proširio, unatrag u prenatalnu dob do samog začeća i unaprijed do vremena poslije dosezanja zrelosti.